# Про культ особи та його наслідки
«Про культ особи та його наслідки» (також «Таємна промова Хрущова на XX з'їзді КПРС»; рос. О культе личности и его последствиях) — доповідь, зачитана Першим секретарем Президії ЦК КПРС М. С. Хрущовим на закритому засіданні XX з'їзду КПРС, який був проведений 25 лютого 1956 року.
В доповіді був засуджений культ особи Йосипа Сталіна, масовий терор та злочини другої половини 1930-х — початку 1950-х, провина за які була покладена на Сталіна, а також була розглянута проблема реабілітації партійних та військових діячів, які були репресовані при Сталіні.
Промова була важливим етапом Хрущовської відлиги. На поверхні, основна задача промови полягала в повернені КПРС до ленінізму. Однак для Хрущова, ця промова мала забезпечити підтримку громадськості в арешті та страті Лаврентія Берії три роки до того а також легітимізувати консолідацію та зосередження влади в його руках (здобутої завдяки перемоги над В'ячеславом Молотовим та Георгієм Маленковим).
Промова отримала назву «таємної», оскільки була зачитана на закритому засіданні, а текст був оприлюднений лише в 1989 році, однак багато членів партії були ознайомлені з її змістом протягом наступного місяця. В квітні 2007 року, британська газета The Guardian включила промову до переліку «Найвидатніших промов XX століття».